# Orygocera sphacterias
Orygocera sphacterias is een vlinder uit de familie van de Depressariidae. Deze soort is voor het eerst wetenschappelijk beschreven door Edward Meyrick in een publicatie uit 1927.
De soort komt voor in Sierra Leone.